# Soso (Mississippi)
Soso é uma cidade  localizada no estado americano de Mississippi, no Condado de Jones.

## Demografia
Segundo o censo americano de 2000, a sua população era de 379 habitantes.
Em 2006, foi estimada uma população de 388, um aumento de 9 (2.4%).

## Geografia
De acordo com o United States Census Bureau tem uma área de
5,2 km², dos quais 5,2 km² cobertos por terra e 0,0 km² cobertos por água. Soso localiza-se a aproximadamente 93 m acima do nível do mar.

## Localidades na vizinhança
O diagrama seguinte representa as localidades num raio de 28 km ao redor de Soso.